# Серджент-Іонел-Штефан
Серджент-Іонел-Штефан (рум. Sergent Ionel Ștefan) — село у повіті Бузеу в Румунії. Входить до складу комуни Рушецу.
Село розташоване на відстані 103 км на північний схід від Бухареста, 39 км на південний схід від Бузеу, 139 км на північний захід від Констанци, 84 км на південний захід від Галаца, 149 км на південний схід від Брашова.

## Населення
За даними перепису населення 2002 року у селі проживали 272 особи, усі — румуни. Усі жителі села рідною мовою назвали румунську.